# رون باینهام
رون باینهام (انگلیسی: Ron Baynham؛ ۱۰ ژوئن ۱۹۲۹ – ۱۸ مارس ۲۰۲۴) بازیکن فوتبال اهل کشور انگلستان بود. او سابقهٔ بازی در تیم ملی فوتبال انگلستان را در کارنامهٔ خود داشت. وی در تاریخ ۲ اکتبر ۱۹۵۵ نخستین بازی ملی خود را در مقابل تیم ملی فوتبال دانمارک انجام داد و با حضور در ۳ بازی ملی، در تاریخ ۳۰ نوامبر ۱۹۵۵ واپسین بازی ملی‌اش را در برابر تیم ملی فوتبال اسپانیا برگزار کرد.